# Svínoy
Svínoy (dán.: Svinø, čes.: prasečí ostrov) je Faerský ostrov. Má rozlohu 27,4 km² a 31 obyvatel. Jedinou osadou na ostrově je Svínoy.
Nachází se na severovýchodě Faerských ostrovů mezi ostrovy Borðoy a Viðoy na západě a Fugloy na východě. Ostrov se dělí na dva nerovnoměrné poloostrovy. Na ostrově je 7 vrcholů:
| Místo | Jméno           | Výška |
| ----- | --------------- | ----- |
| 1.    | Havnartindur    | 587 m |
| 2.    | Keldufjall      | 463 m |
| 2.    | Knúkur          | 463 m |
| 4.    | Múlin           | 443 m |
| 5.    | Sandhálsar      | 430 m |
| 6.    | Eystur á Fjalli | 344 m |
| 7.    | Fugloyar hálsur | 137 m |